# Tauraco
Tauraco es un género de aves Musophagiformes de la familia Musophagidae que incluye varias especies propias de África.

## Especies

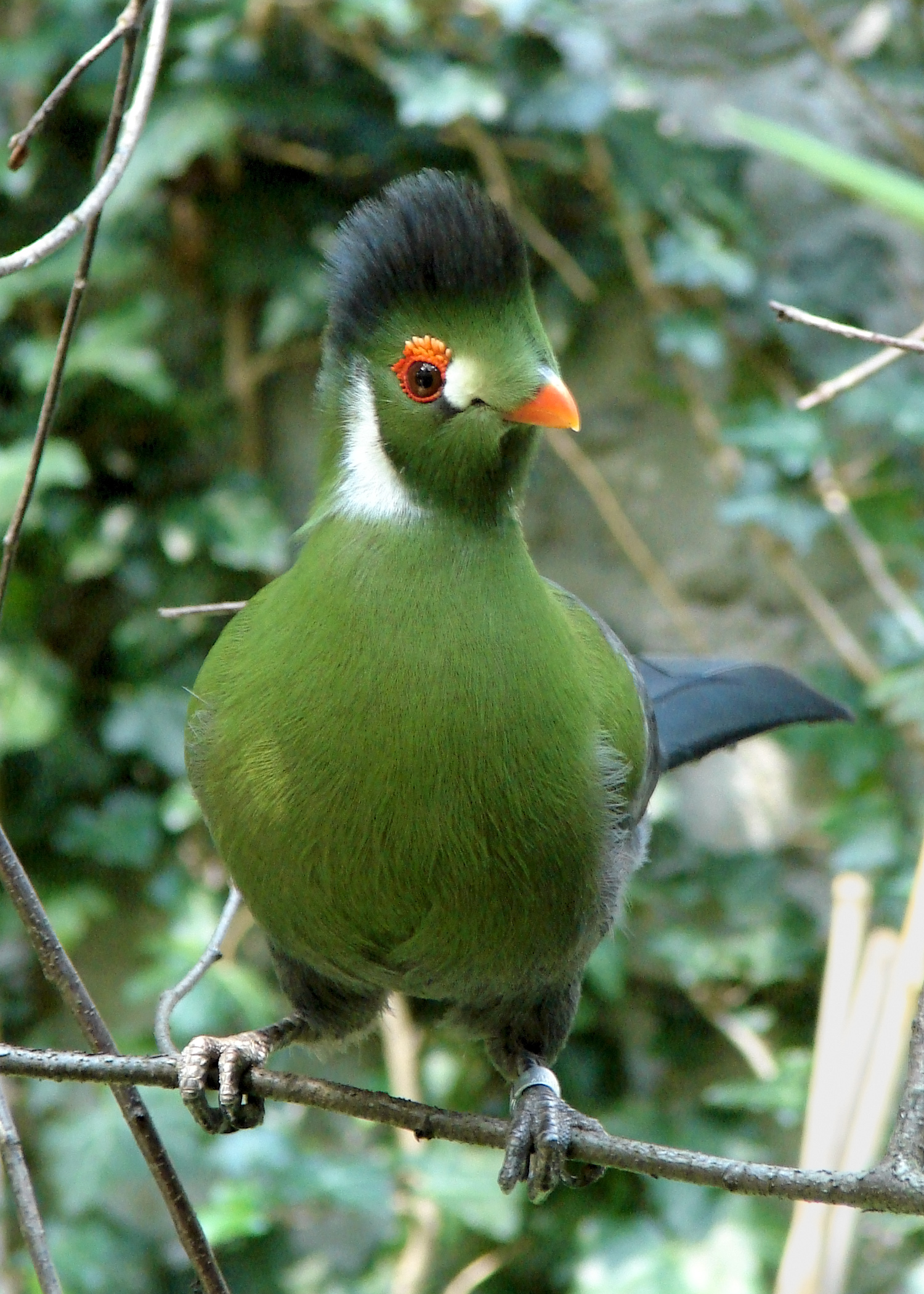
Tauraco leucotis.

El género Tauraco incluye catorce especies:
- Tauraco bannermani - Turaco de Bannennan;
- Tauraco corythaix - Turaco de Knysna;
- Tauraco erythrolophus - Turaco crestirrojo;
- Tauraco fischeri - Turaco de Fischer;
- Tauraco hartlaubi - Turaco de Hartlaub;
- Tauraco leucolophus - Turaco crestiblanco;
- Tauraco leucotis - Turaco cariblanco;
- Tauraco livingstonii - Turaco de Livingstone;
- Tauraco macrorhynchus - Turaco piquigualdo;
- Tauraco persa - Turaco de Guinea;
- Tauraco ruspolii - Turaco de Ruspoli;
- Tauraco schalowi - Turaco de Schalow;
- Tauraco schuettii - Turaco piquinegro.